# 小型自動車競走法
小型自動車競走法（こがたじどうしゃきょうそうほう、昭和25年5月27日法律第208号）は、日本においてオートレースの開催、オートレース場、開催回数、入場料、勝車投票券、勝車投票法、払戻金等などオートレースに関する法律である。
ただし、詳細は関連する法律や省令などによって定めるものが多い。

## 小型自動車競走法で定められている事柄
- この法律は、小型自動車その他の機械の改良及び輸出の振興、機械工業の合理化並びに体育事業その他の公益の増進を目的とする事業の振興に寄与するとともに、地方財政の健全化を図るために行う小型自動車競走に関し規定するものとする。（第1条）
- この法律において「小型自動車」とは、気筒容積1500立方センチメートル以下の発動機を有する自動車をいう。（第2条）
- 都道府県並びに京都市、大阪市、横浜市、神戸市、名古屋市、都のすべての特別区の組織する組合及びその区域内に小型自動車競走場が存在する市町村（以下「小型自動車競走施行者」という。）は、その議会の議決を経て、この法律により、小型自動車競走を行うことができる。 （第3条）
- 小型自動車競走施行者以外の者は、勝車投票券その他これに類似するものを発売して、小型自動車競走を行つてはならない。（第3条第2項）
- 小型自動車競走に使用する小型自動車の種類は、左の通りとする。
  1. 二輪車
  2. 三輪車
  3. 四輪車
  4. モータースクーター

（第7条）[注釈 1]
- 小型自動車競走施行者は、券面金額10円の勝車投票券を券面金額で発売することができる。 （第10条第1項）
- 小型自動車競走施行者は、前項の勝車投票券10枚分以上を1枚で代表する勝車投票券を発売することができる。（第10条第2項）
- 未成年者は、勝車投票券を購入し、又は譲り受けてはならない。（第10条の2）[注釈 2]
- 勝車投票法は、単勝式、複勝式、連勝単式、連勝複式、重勝式の5種とし、各勝車投票法における勝車の決定の方法並びに勝車投票法の種類の組合せ及び限定その他その実施の方法については、経済産業省令で定める。（第11条の2）[注釈 3]